# Старо (Підосиновський район)
Ста́ро (рос. Старо) — присілок у складі Підосиновського району Кіровської області, Росія. Входить до складу Демьяновського міського поселення.
Населення становить 7 осіб (2010, 8 у 2002).
Національний склад станом на 2002 рік — росіяни 100 %.